# 712. Infanterie-Division (Wehrmacht)
Die 712. Infanterie-Division war eine deutsche Infanteriedivision im Zweiten Weltkrieg.

## Geschichte

### Aufstellung
Die 712. Infanterie-Division wurde im Mai 1941 durch den Wehrkreis XII im Rahmen der 15. Aufstellungswelle im Raum Trier aus den Ersatztruppen des Wehrkreises aufgestellt. Heimatstandort war bis Ende Juli 1944 Luxemburg, anschließend Saargemünd.

### Besatzungstruppe Westen
Die Division war sehr lange ausschließlich in Frankreich, Belgien und Niederlande bei der Heeresgruppe D stationiert. Bis September 1941 war die Division der 7. Armee dann bis Mai 1942 der 1. Armee und dann im Juni der Armeegruppe Felber zugeordnet. Bis Ende 1942 kam die Division dann bei der 15. Armee in Belgien zum Einsatz und ging dann mit dieser bis August 1944 in den Raum Vlissingen. Im Mai 1944 war die Unterstellung zur Heeresgruppe B gewechselt. 

### Walcheren
Im September 1944 auf der Halbinsel Walcheren, im Oktober 1944 bei ´s-Hertogenbosch, kämpfte die Division dann weiter in den Niederlanden. Auf Walcheren war die Division im Zuge der Operation Market Garden dezimiert worden und erhielt deswegen die Festungs-MG-Bataillone 14 und 29 und die I./Artillerie-Regiment 164 der 64. Infanterie-Division zur Auffrischung zugewiesen. Es sollten daraus drei Regimenter der Division gebildet werden. Das dritte Regiment wurde Ende Dezember 1944 mit der Nr. 764 vorgesehen. Ende Dezember 1944/Anfang Januar 1945 war die Division noch bei der 25. Armee unter der Heeresgruppe H an der Westfront. 

### Verlegung in die Ostfront
Mitte Januar 1945 wurde der Stab der Division zur Verfügung gestellt, wodurch die Division zur Auffrischung von Utrecht in den Raum Warthenau an die Ostfront zur Heeresgruppe A transportiert wurde. 

### Weichsel
Im Weichselbogen wurde die Division bei Kämpfen aufgerieben und die Einheiten der Division anschließend aufgeteilt. 

### Verwendung der Reste der Division
Das Grenadier-Regiment 732, das Füsilier-Bataillon 712 und das Artillerie-Regiment 1712 blieben bei der Heeresgruppe Mitte in Schlesien und wurden zur Auffrischung der 68. Infanterie-Division und 45. Infanterie-Division herangezogen. Der Stab der ehemaligen Division blieb bei der Heeresgruppe Weichsel.
Ende März 1945 waren die anderen Truppenteile der ehemaligen Division für die Aufstellung der Infanterie-Division Hannover, einer sogenannten Schatten-Division für die Auffrischung anderer Division, vorgesehen. 

### Wiederaufstellung 1945
Dies wurde dann aber doch nicht ausgeführt und die Division bei Küstrin aus Regimentern der Panzergrenadier-Division Kurmark neu aufgestellt. Die neue Division kam in der Heeresgruppe Weichsel zur 9. Armee. An der Oder kämpfte sie in der Schlacht an den Seelower Höhen gegen die Rote Armee. Es folgte ein Rückzug nach Süden. Der Divisionskommandeur von Siegroth galt ab Anfang April 1945 als vermisst, wobei die Position bis zur Auflösung der Division nicht wieder besetzt wurde.

### Vernichtung bei Halbe
Beim Ausbruchsversuch aus dem Kessel von Halbe, hier seit März 1945 dem XI. SS-Panzerkorps unterstellt, wurde die Division am 26. April 1945 weitgehend aufgerieben. 

### Kapitulation
Die Reste der Division gingen in sowjetische Kriegsgefangenschaft.

## Kommandeure
- Oberst/Generalmajor George von Döhren: 3. Mai 1941 bis 15. April 1942
- Generalleutnant Friedrich-Wilhelm Neumann:16. April 1942 bis 25. Februar 1945
- Oberst Heinz Fiebig: August 1944 bis Ende September 1944
- Generalmajor Joachim von Siegroth: 25. Februar 1945 bis 2. Mai 1945 (im Kampf vermisst)

## Gliederung
1941
- Infanterie-Regiment 732 mit drei Bataillone durch Division Nr. 172 (Mainz)
- Infanterie-Regiment 745 mit drei Bataillone durch Division Nr. 182 (Koblenz)
- Artillerie-Abteilung 652 mit drei Batterien durch Division Nr. 172 und Division Nr. 182
- Divisions-Einheiten 712 u. a. mit Pionier- und Nachrichten-Kompanie

1943
- Artillerie-Regiment 652 aus Artillerie-Abteilung 652, Ende Dezember 1943 erst Artillerie-Regiment 712, dann Ende Januar 1944 Artillerie-Regiment 1712

Januar 1944
- Füsilier-Bataillon 712 aus I./Grenadier-Regiment 745
- Ost-Bataillon 628 als Ersatz für das I./Grenadier-Regiment 745 eingegliedert

März 1945
- Grenadier-Regiment 732 mit zwei Bataillonen aus dem Grenadier(Führungsnachwuchs)-Regiment 1239
- Grenadier-Regiment 745 mit zwei Bataillonen aus dem Grenadier(Führungsnachwuchs)-Regiment 1241
- Grenadier-Regiment 764 mit zwei Bataillonen aus Regiment B (Marburg) der Infanterie-Division Hannover
- Artillerie-Regiment 1712 mit nur der IV. Abteilung, blieb in der Aufstellung in Böhmen